# Witgat
De witgat (Tringa ochropus) is een kleine steltloper van de oude wereld. De witgat lijkt op de bosruiter, ook een vertegenwoordiger van het geslacht Tringa (ruiters).

## Beschrijving
De soort is een vrij kleine steltloper met een donker groenbruin bovendeel en vleugels, grijzige kop en borst en witte buik en anaalstreek. Het donkere bovendeel is bedekt met witte stippen met verschillende grootte, met maximale grootte tijdens het broedseizoen en minimale grootte tijdens de winter en bij juveniele vogels. De poten en korte snavel zijn beide donkergroen.
De witgat is opvallend en karakteristiek tijdens de vlucht. Zijn vleugels zijn donker van boven en onder en de vogel heeft een helderwitte stuit. De donkere ondervleugel is het opvallendste verschil met de bosruiter. In vlucht heeft de witgat een karakteristieke drietonige roep.

## Verspreiding en omgeving
De witgat broedt in noordelijk Europa en Azië. Hij overwintert in Zuid-Europa, Azië en tropisch Afrika.

## Leefwijze
Zijn voedsel bestaat uit kleine ongewervelden, zoals insecten, wormen, slakken en spinnen, die hij uit de modder vist aan de randen van poelen en meren. Ook plantaardig voedsel staat op het menu.
Het is geen sociale soort, desondanks komen ze soms in kleine groepen voor. De witgat is een zoetwatervogel en komt vaak voor op plekken die te onoverzichtelijk zijn voor andere steltlopers.

## Voortplanting
Zijn legsel bestaat uit twee tot vier grijsgroene, lichtblauwe tot geelbruine eieren met donkergrijze ondervlekken en kleine vlekjes, die hij gelegd heeft in een oud vogelnest in een boom, zoals van een merel. Het legsel komt na ongeveer drie weken uit.

## Status en voorkomen in Nederland
Mogelijke broedde de vogel ooit in Nederland. Er zijn wat (niet geheel eenduidige) waarnemingen uit het einde van de negentiende en begin twintigste eeuw die daarop zouden kunnen wijzen. De witgat is nu een doortrekker in vrij klein aantal. De witgat wordt het meest gezien in augustus op de najaarstrek en (veel minder) in april.
De grootte van de populatie is in 2015 geschat op 1,2-3,6 miljoen vogels. Op de Rode lijst van de IUCN heeft deze soort de status niet bedreigd.